# Jpc
jpc ist der allgemein gebräuchliche Name des Medienversandhändlers jpc-schallplatten Versandhandelsgesellschaft mbH. Der Hauptsitz von jpc befindet sich in Georgsmarienhütte, wenige Kilometer südlich von Osnabrück. Der Name setzt sich aus den Anfangsbuchstaben der Begriffe Jazz, Pop und Classic zusammen. jpc bezeichnet sich als größten Klassik-Anbieter Europas.

## Geschichte
Das Unternehmen wurde 1973 von Gerhard Georg Ortmann und Johannes Stuckenberg in Osnabrück gegründet. Ortmann ist auch aktuell geschäftsführender Gesellschafter von jpc. Im selben Jahr wurde auch die erste Filiale eröffnet, ein Plattenladen in Osnabrück.
Die namensgebende Schallplatte war viele Jahre lang verantwortlich für den Hauptumsatz des Unternehmens. Das war auch noch 1981 der Fall, als der Versandhandel von jpc als eigene Firma eingeführt wurde. In den folgenden Jahren wurden die Entwicklungen der Medien auch im Sortiment abgebildet, sodass nun CDs und DVDs neben Büchern und modernen Bild- und Tonträgern wie SACDs, HD DVDs und Blu-ray Discs das Angebot bestimmen.
1984 wurde das Musiklabel cpo (classic production osnabrück) gegründet. 1991 zog das Unternehmen an den heutigen Standort nach Georgsmarienhütte. Im Internet ist jpc seit 1996 vertreten. Jahre vorher konnten aber schon Online-Bestellungen über BTX, den Bildschirmtext der damaligen Post, getätigt werden.
Das seit der Gründung nahezu unveränderte Logo des Unternehmens wurde 2007 zeitgleich mit dem Online-Auftritt in seinem Aussehen weitgehend verändert. Der mehrmals in der Unternehmensgeschichte geänderte Werbespruch lautete seitdem „your global music player“. Im Jahr 2015 wurde das Logo einer weiteren Änderung unterzogen und der Werbespruch änderte sich in Leidenschaft für Musik bzw. Passion for Music in der englischen Version.
2008 wurde jpc von der Deutschen Phono-Akademie e. V. mit dem ECHO 2008 als Handelspartner des Jahres ausgezeichnet.
2009 kaufte jpc von Karstadt die Marke WOM – World of Music. Sie wird von jpc als rechtlich unselbständiger Geschäftsbereich einer eigenständigen Vertriebslinie mit eigenem Webshop weitergeführt.
2010 stellte jpc sein Filialgeschäft ein.
2013 erhielt jpc als „Händler des Jahres“ im Bereich Jazz seinen zweiten ECHO.

## Unternehmenszweige
Neben dem Onlineshop betreibt jpc noch den Online-Buchversand lesen.de und den Medienversandhandel WOM – World of Music. Das Filialgeschäft wurde mit Ablauf des Jahres 2010 eingestellt, das Unternehmen konzentriert sich seitdem ausschließlich auf den Versandhandel. Den B2B-Bereich deckt der Musik- und Medienvertrieb ab.